# Museum Vrolik
Museum Vrolik is een anatomisch museum, bekend van zijn collectie medisch erfgoed. Het museum is gevestigd in het Academisch Medisch Centrum (AMC) te Amsterdam.
De geschiedenis van het museum begint rond 1800 toen Gerardus Vrolik en zijn zoon Willem  begonnen een verzameling anatomische en medische preparaten bijeen te brengen. Deze collectie vormde de basis voor het museum. In 1869 kwam de verzameling in bezit van het Athenaeum Illustre, de voorloper van de Universiteit van Amsterdam. Sindsdien is ze uitgebreid met onder meer de collectie Hovius en de tandheelkundige collectie Grevers. Het museumbezit wordt vooral gebruikt voor onderwijs en onderzoek.
De totale collectie omvat ongeveer 10.000 anatomische preparaten, waaronder Siamese tweelingen en cyclopen op sterk water, skeletten en schedels van mens en dier en anatomische modellen van was. De Hoviuscollectie, die is aangelegd door Jacob Hovius en Andreas Bonn, bestaat uit een 18e-eeuws kabinet waarin beenderen en skeletten liggen die aangetast zijn door verschillende ziekten.
Het museum is voor medewerkers van het AMC, studenten en patiënten onder voorwaarden vrij te bezoeken. Andere belangstellenden betalen een toegangsprijs.

## Afbeeldingen

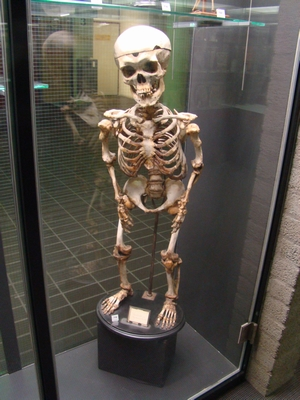
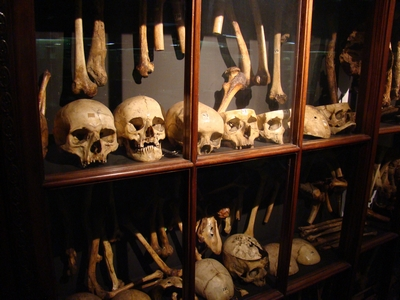
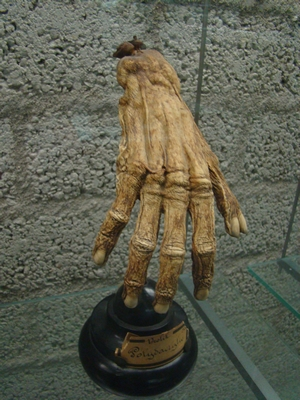
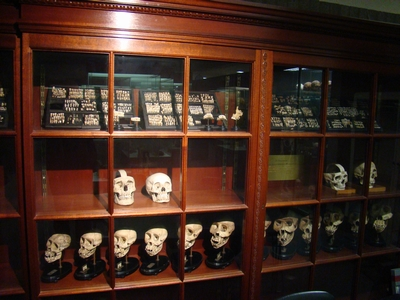